# Patalene valeria
Patalene valeria är en fjärilsart som beskrevs av Thierry-mieg 1892. Patalene valeria ingår i släktet Patalene och familjen mätare. Inga underarter finns listade i Catalogue of Life.